# Myrpiplärkor
Myrpiplärkor (Corythopis) är ett litet släkte i familjen tyranner inom ordningen tättingar.

## Arter i släktet
Släktet omfattar endast två arter med utbredning i Sydamerika från södra Venezuela till norra Argentina:
- Nordlig myrpiplärka (C. torquatus)
- Sydlig myrpiplärka (C. delalandi)

## Familjetillhörighet
Släktet behandlas vanligen som en del av familjen tyranner. Vissa taxonomiska auktoriteter har dock valt att dela upp tyrannerna i flera familjer efter DNA-studier som att tyrannerna består av fem klader som skildes åt redan under oligocen. Corythopis förs då till familjen Pipromorphidae.